# José (film)
José è un film del 2018 diretto da Li Cheng.

## Riconoscimenti
- 2018 - Mostra internazionale d'arte cinematografica
  - Queer Lion